# Cyanethylierung
Die Cyanethylierung ist eine nukleophile Additionsreaktion. Dabei wird ein Molekül Acrylnitril an ein Nukleophil, beispielsweise Alkohole, Thiole und Amine addiert.
{\displaystyle \mathrm {YH+H_{2}C{=}CH{-}CN\longrightarrow Y{-}CH_{2}{-}CH_{2}{-}CN} }
Aufgrund der Mesomeriestabilisierung des Acrylnitrils und der elektronenziehenden Nitril-Gruppe, wird das β-Kohlenstoffatom, das C-Atom, das am weitesten von der Nitril-Gruppe entfernt ist, positiv polarisiert und fungiert deshalb als Michael-Akzeptor. Dies hat eine Annäherung des Nukleophils an das β-Kohlenstoffatom zufolge, was die Reaktion einleitet. 
Beendet wird die Reaktion durch Aufnahme eines Protons aus dem Lösungsmittel durch das Zwischenprodukt. Bei der industriellen Anwendung wird die Reaktion normalerweise durch eine Base katalysiert, die das Nukleophil polarisiert bzw. (negativ) lädt und somit die Reaktion beschleunigt.
Da durch diese Reaktion das umgesetzte Molekül um drei Kohlenstoffatome erweitert wird, wobei die –C≡N-Bindung durch (beispielsweise) Reduktion entfernt bzw. verändert werden kann, wird die Cyanethylierung besonders im industriellen Pharmazie- und Farbstoffsektor angewendet. Eine weitere Anwendung findet die Cyanethylierung bei der technischen Polymerisation. Verläuft die Cyanethylierung in einem Medium, das zum Ende der Reaktion kein Proton an das Produkt abgeben kann, so findet eine anionische Polymerisation statt. 
Dabei bleibt das α-Kohlenstoffatom aufgrund der fehlenden Protonierung negativ geladen, wodurch die einzelnen Produkte der Cyanethylierung polymerisieren.